# Malang
Malang  város Indonéziában, Jáva szigetének keleti részén. Surabayától kb. 90 km-re délre fekszik. Lakossága 820 ezer fő volt 2010-ben.
Gazdasági és kulturális központ, több egyetemmel. 
A város története a 8. századig nyúlik vissza. A holland gyarmatosítás idején az európaiaknak üdülőhely volt a hűvösebb éghajlata és Surabaya közelsége miatt. A város sok épülete art déco stílusban épült. 

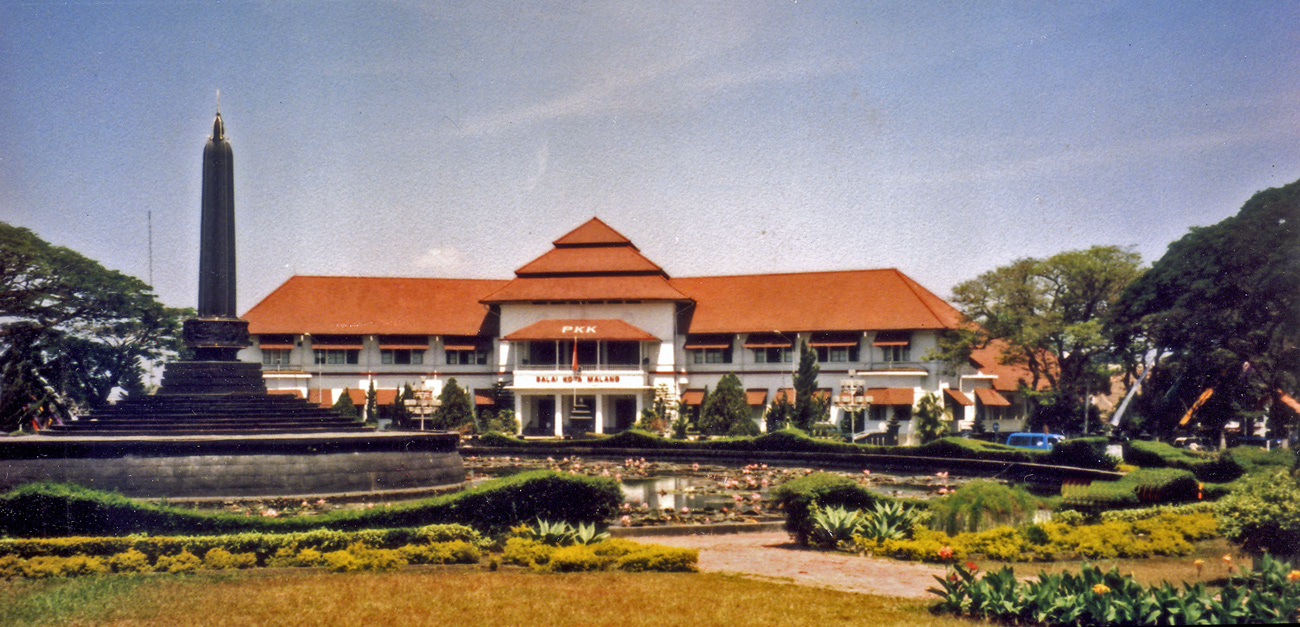
A városháza

## Fordítás
- Ez a szócikk részben vagy egészben  a   Malang című angol Wikipédia-szócikk fordításán alapul.  Az eredeti cikk szerkesztőit annak laptörténete sorolja fel. Ez a jelzés csupán a megfogalmazás eredetét és a szerzői jogokat jelzi, nem szolgál a cikkben szereplő információk forrásmegjelöléseként.
- Ez a szócikk részben vagy egészben  a   Malang című német Wikipédia-szócikk fordításán alapul.  Az eredeti cikk szerkesztőit annak laptörténete sorolja fel. Ez a jelzés csupán a megfogalmazás eredetét és a szerzői jogokat jelzi, nem szolgál a cikkben szereplő információk forrásmegjelöléseként.